# 松前半島道路
松前半島道路（まつまえはんとうどうろ）は、北海道上磯郡木古内町と松前郡松前町を結ぶ約60 kmの地域高規格道路の路線名である。1998年に計画路線に指定されている。
知内町内の約8 kmの区間が調査区間に指定されており、整備区間はない。

## 概要
- 起点 : 北海道上磯郡木古内町
- 終点 : 北海道松前郡松前町
- 総延長 : 約60 km

## 歴史
- 1998年 : 計画路線に指定
- 2023年（令和5年） : 「一般国道228号白神防災」事業化[1]